# Accipiter imitator
Lo sparviero imitatore (Accipiter imitator Hartert, 1926) è un uccello rapace della famiglia degli Accipitridi.

## Descrizione
È un rapace di media taglia, lungo 28–33 cm e con un'apertura alare di 53–63 cm.

## Biologia
Molto poco si sa delle sue abitudini predatorie; come molte altre specie del genere Accipiter, è stato osservato in caccia di uccelli, in particolare di piccoli passeriformi.

## Distribuzione e habitat
Accipiter imitator è un endemismo ristretto alle isole di Bougainville, Choiseul e Santa Isabel, nell'arcipelago delle Isole Salomone.

## Conservazione
La Lista rossa IUCN classifica Accipiter imitator come specie vulnerabile (Vulnerable).